# Garnieria
Garnieria is een geslacht van weekdieren uit de  familie van de Clausiliidae.

## Soorten
- Garnieria huleschhelii Grego & Szekeres, 2011
- Garnieria mouhoti (L. Pfeiffer, 1863)
- Garnieria nhuongi Do, 2015
- Garnieria saurini H. Nordsieck, 2002

### Synoniemen
- Garnieria (Doducsangia) Páll-Gergely & Szekeres, 2017 => Garnieria Bourguignat, 1877
- Garnieria (Doducsangia) nhuongi Do, 2015 => Garnieria nhuongi Do, 2015
- Garnieria (Garnieria) Bourguignat, 1877 => Garnieria Bourguignat, 1877
- Garnieria (Garnieria) mouhoti (L. Pfeiffer, 1863) => Garnieria mouhoti (L. Pfeiffer, 1863)
- Garnieria (Garnieria) saurini H. Nordsieck, 2002 => Garnieria saurini H. Nordsieck, 2002
- Garnieria (Progarnieria) H. Nordsieck, 2012 => Garnieria Bourguignat, 1877
- Garnieria (Progarnieria) huleschheliae Grego & Szekeres, 2011 => Garnieria huleschheliae Grego & Szekeres, 2011 => Progarnieria huleschheliae (Grego & Szekeres, 2011)
- Garnieria (Tropidauchenia) Lindholm, 1924 => Tropidauchenia Lindholm, 1924
- Garnieria amoena (H. Nordsieck, 2002) => Grandinenia amoena (H. Nordsieck, 2002)
- Garnieria goliath Rolle, 1910 => Tropidauchenia proctostoma goliath (Rolle, 1910)
- Garnieria huleschheliae Grego & Szekeres, 2011 => Progarnieria huleschheliae (Grego & Szekeres, 2011)